# Juan Antonio Samaranch junior

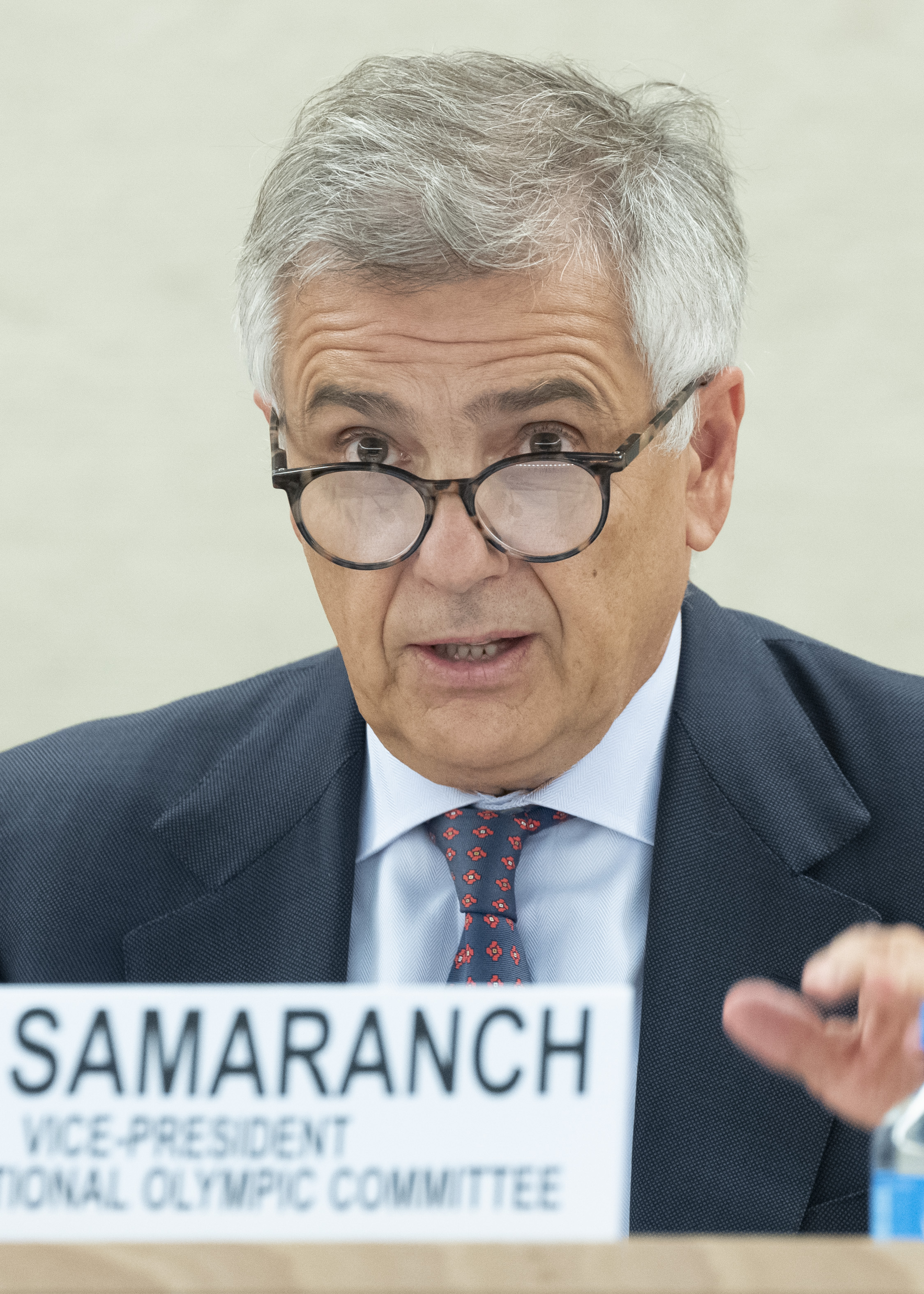
Juan Antonio Samaranch junior

Juan Antonio Samaranch Salisachs  (* 1. November 1959 in Barcelona) ist ein spanischer Finanzmanager und Sportfunktionär. Er ist der Sohn des früheren Präsidenten des Internationalen Olympischen Komitees Juan Antonio Samaranch.

## Allgemeines
Juan Antonio Samaranch jr. studierte an der New York University und erlangte dort den Master of Business Administration. An der Universitat Politècnica de Catalunya in Barcelona studierte er Industrial Engineering.
Beruflich war er besonders im Finanzbereich tätig. Für verschiedene Investmentunternehmen war er in verantwortlicher Position tätig, so z. B. als Analyst für die First Boston Corporation, der Investmentabteilung der Credit Suisse, oder als Vizepräsident der britischen Investmentbank S. G. Warburg & Co. Heute ist er Geschäftsführer der GBS Finanzas. Außerdem ist er Aufsichtsratsmitglied des spanischen Freizeitresorts PortAventura World und Vizepräsident des Real Automóvil Club de Catalunya, der u. a. die Rallye Katalonien ausrichtet.

## Sportadministration
Samaranch jr. ist seit 1989 Mitglied des spanischen NOKs. Seit 1998 leitet er dessen Finanzkomitee. Seit 1996 ist er erster Vizepräsident der Union Internationale de Pentathlon Moderne.

## IOC-Mitgliedschaft

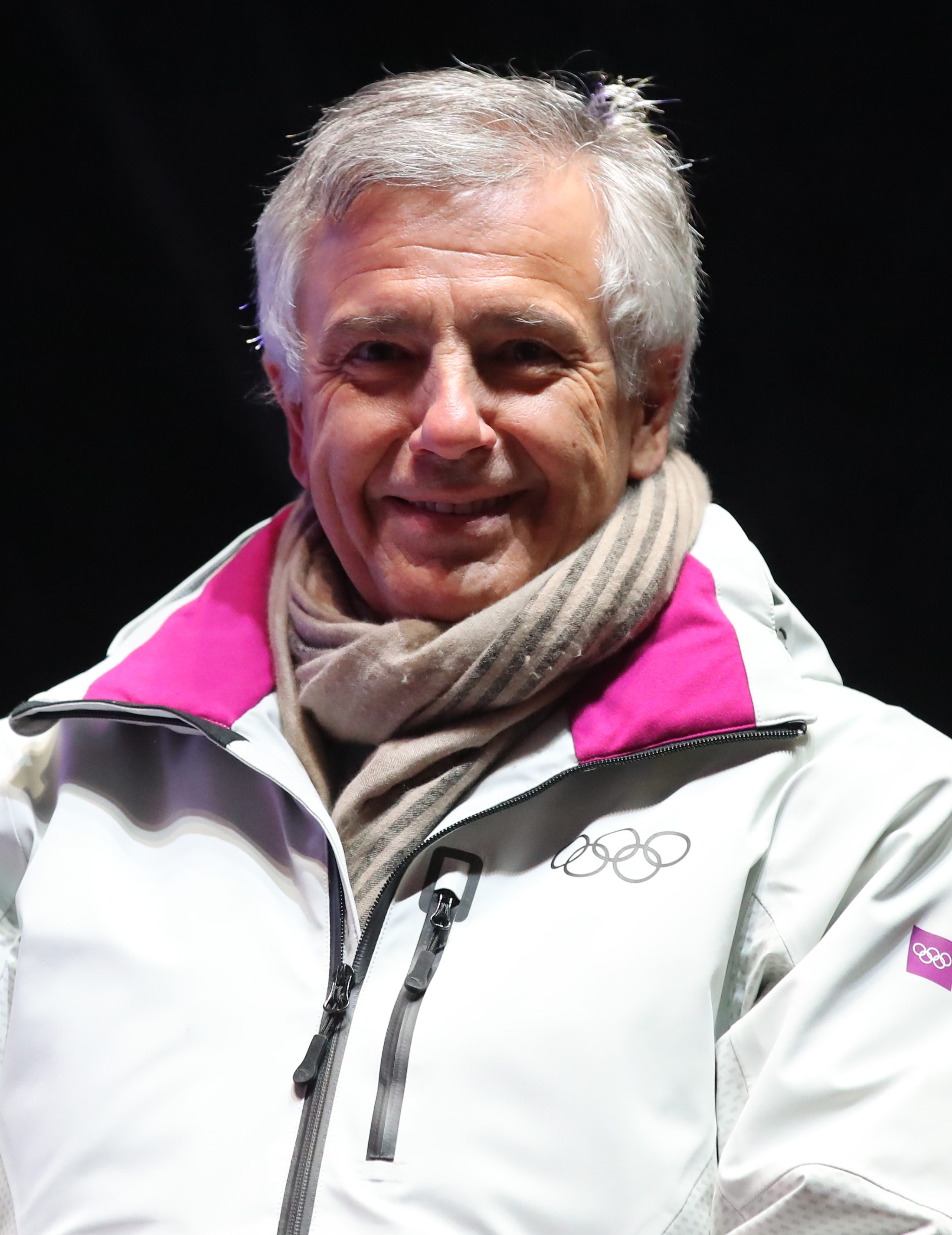
Juan Antonio Samaranch junior in seiner Funktion als IOC-Vizepräsident bei den Olympischen Jugend-Winterspielen 2020 in Lausanne

2001 wurde Juan Antonio Samaranch jr. zum IOC-Mitglied gewählt, seit 2016 ist er IOC-Vizepräsident. Er ist Mitglied der Kommissionen für Marketing, für olympische Solidarität, für Kommunikation und für die Koordinierung der Olympischen Winterspiele 2022 in Peking. 2025 bewarb er sich um das Amt des IOC-Präsidenten, erhielt bei der Wahl 28 Stimmen und damit die zweitmeisten nach Kirsty Coventry.